# 迪凯特 (伊利诺伊州)
迪凯特（Decatur）位于美国伊利诺伊州中部，是梅肯县的县治，同时也是该县最大城市。根据2010年人口普查，市内人口为76,122人。72号州际高速公路由东北向西经过市区北部，南北方向没有州际高速但有州道和国道相通。市内的米利金大学是一所私立高校。
迪凯特市中心有一座建于1896年的八角形红色圆顶小楼，起初作为有轨电车换乘中心，现在是公交换乘站，同时也是迪凯特市的地标建筑之一。市中心与米利金大学之间的Near West和Millikin Home区有很多别致优雅的高档住宅，米利金宅邸是其中最具代表性的建筑，在其北侧有三栋由著名设计师弗兰克 洛伊 赖特设计的住宅。

## 历史
这个城市以1812年战争的海军英雄斯蒂芬·迪凯特（Stephen Decatur）的战争命名。
由弗兰克·劳埃德·赖特( Frank Lloyd Wright）并于1911年建造的爱德华·欧文宅邸（Edward P. Irving House ）位于迪凯特的Millikin Place＃2。

### 亚伯拉罕·林肯
亚伯拉罕·林肯在他的第一次政治演讲现场的雕像在迪凯特的市区。牌匾上写着：“亚伯拉罕·林肯的第一次政治演讲：1830年夏，林肯在哈雷尔小酒馆的树桩上面向这个广场，并在该地点为21岁的伊利诺伊州辉格党候选人辩护”。
迪凯特是亚伯拉罕·林肯在伊利诺伊州的第一个住所，他于1830年与家人定居在迪凯特的西边。年仅21岁，林肯在迪凯特进行了首次政治演讲，内容涉及萨加蒙河通航的重要性，引起了伊利诺伊州政府的注意。原来的法院大楼现在位于北叉路的梅肯县历史博物馆内。 阿比·林肯（Abe Lincoln）的堂兄约翰·汉克斯（John Hanks）居住在迪凯特。
1860年5月9日至10日，伊利诺伊州共和党国家代表大会在迪凯特举行。在这次大会上，林肯首次获得了美国总统的候选人提名，被任命为“栅梁候选人”。为了纪念林肯诞辰200周年，2008年6月6日至7日，在迪凯特迪凯特会议中心和酒店举行了伊利诺伊州共和党国家代表大会。

### ADM丑闻和企业退出
1992年11月上旬，ADM公司（Marker Whitacre）向联邦调查局特工承认，包括惠塔克雷本人在内的ADM高管定期与竞争对手会面，以确定食品添加剂赖氨酸的价格。
包括ADM在内的赖氨酸串谋者最终以超过1亿美元的价格解决了联邦费用。ADM还向原告和客户支付了数亿美元（高果糖玉米糖浆集体诉讼案仅4亿美元），这是他们在定价方案中从中窃取的。 此外，一些亚洲和欧洲的赖氨酸和柠檬酸生产商密谋用ADM定价，向美国政府支付了数千万美元的刑事罚款。包括ADM副主席在内的数名高管曾在联邦监狱服刑。
据报道，对ADM及其一些高管的调查和起诉是“美国历史上最有据可查的公司犯罪之一”。这些事件是一本名为《知情者》的书和一部同名电影的基础。
2013年，ADM报告说一些员工违反了《反海外腐败法》，ADM被罚款1400万美元，但通过贿赂避免了刑事指控。
2014年，ADM将其高层管理人员从迪凯特迁出，并在芝加哥市中心建立了新的ADM世界总部。

### 连续龙卷风袭击
1996年4月18日至19日，这座城市被龙卷风袭击。4月18日，F1龙卷风袭击了该市的东南侧，随后第二天傍晚，F3龙卷风袭击了该市的西南侧。两次风暴共造成约1050万美元的财产损失。

### 铁路列车爆炸事故
1974年7月19日，一辆装有异丁烷的油罐车在迪凯特东端的诺福克与西方铁路货场与一辆棚车相撞。爆炸造成7人死亡，349人受伤，并造成1800万美元的财产损失。

### 杰西·杰克逊（ Jesse Jackson）抗议
1999年11月，当杰西·杰克逊（Jesse Jackson）和Rainbow / PUSH联盟抗议驱逐和对待参与艾森豪威尔高中足球比赛的几名非裔美国学生时，迪凯特成为了全国新闻头条。

## 地理
USGS国内地名资源中有两个Decatur列表：“ City of Decatur”和“ Decatur”，它们的坐标质心稍有不同：“ City of Decatur”质心位于“ 39.8556417°N 88.9337090°W”处，而“迪凯特”质心位于39.8403147°N 88.9548001°W处。 迪凯特（Decatur）位于芝加哥西南180英里，州首府斯普林菲尔德（Springfield）以东40英里，圣路易斯（St. Louis）东北115英里。
根据2010年的人口普查，该市土地包括42.22平方英里（109.35 km 2）的陆地和4.69平方英里（12.15 km 2）的水域，总面积为46.91平方英里（121.50 km 2），包括90％的陆地和10％的水域。湖泊包括迪凯特湖（Lake Decatur），这是一个11km2的水库，由萨加蒙河（Sangamon River）筑坝于1923年形成，占该区域人口普查指定水域的90％以上。
迪凯特大都市统计区（人口109,900）包括周边乡镇阿根，巴迪，蓝冢，埃尔温，福赛斯，Harristown，长溪，梅肯，Maroa，锡安山，奈安蒂克，奥克利，Oreana和沃伦。

### 气候
| 月份                       | 1月         | 2月         | 3月         | 4月         | 5月          | 6月         | 7月          | 8月          | 9月         | 10月        | 11月        | 12月        | 全年            |
| -------------------------- | ----------- | ----------- | ----------- | ----------- | ------------ | ----------- | ------------ | ------------ | ----------- | ----------- | ----------- | ----------- | --------------- |
| 历史最高温 °F（°C）        | 72 (22)     | 73 (23)     | 88 (31)     | 93 (34)     | 100 (38)     | 104 (40)    | 113 (45)     | 106 (41)     | 104 (40)    | 95 (35)     | 82 (28)     | 70 (21)     | 113 (45)        |
| 平均高温 °F（°C）          | 34.2 (1.2)  | 39.2 (4.0)  | 52.0 (11.1) | 65.5 (18.6) | 76.1 (24.5)  | 84.7 (29.3) | 88.0 (31.1)  | 85.6 (29.8)  | 80.1 (26.7) | 67.8 (19.9) | 52.7 (11.5) | 38.8 (3.8)  | 63.7 (17.6)     |
| 日均气温 °F（°C）          | 25.2 (−3.8) | 29.8 (−1.2) | 41.5 (5.3)  | 53.8 (12.1) | 63.9 (17.7)  | 72.7 (22.6) | 76.3 (24.6)  | 73.9 (23.3)  | 67.6 (19.8) | 55.8 (13.2) | 43.2 (6.2)  | 30.4 (−0.9) | 52.8 (11.6)     |
| 平均低温 °F（°C）          | 16.0 (−8.9) | 20.3 (−6.5) | 31.3 (−0.4) | 42.1 (5.6)  | 51.4 (10.8)  | 60.3 (15.7) | 64.4 (18.0)  | 62.1 (16.7)  | 55.0 (12.8) | 43.9 (6.6)  | 33.6 (0.9)  | 21.9 (−5.6) | 41.9 (5.5)      |
| 历史最低温 °F（°C）        | −22 (−30)   | −24 (−31)   | −8 (−22)    | 16 (−9)     | 27 (−3)      | —           | 45 (7)       | 39 (4)       | 21 (−6)     | 12 (−11)    | −2 (−19)    | −18 (−28)   | −24 (−31)       |
| 平均降水量 （mm）          | 1.97 (50.0) | 1.98 (50.3) | 3.44 (87.4) | 3.80 (96.5) | 4.31 (109.5) | 3.87 (98.3) | 4.29 (109.0) | 4.07 (103.4) | 3.40 (86.4) | 2.82 (71.6) | 3.05 (77.5) | 3.16 (80.3) | 40.16 (1,020.2) |
| 平均降雪量 （cm）          | 4.7 (12)    | 4.7 (12)    | 3.9 (10)    | 0.4 (1)     | 0 (0)        | 0 (0)       | 0 (0)        | 0 (0)        | 0 (0)       | 0 (0)       | 1.2 (3)     | 3.9 (10)    | 20 (51)         |
| 平均降雨天数               | 5           | 4           | 6           | 6           | 6            | 6           | 5            | 5            | 5           | 4           | 4           | 4           | 60              |
| 来源：NOAA and WeatherBase |             |             |             |             |              |             |              |              |             |             |             |             |                 |

## 人口
截至2010年的人口普查，该市有76,122人，32,344户家庭和18,991户家庭。 所述的人口密度为每平方英里（695.3 /千米1,800.9人2）。有36,134个住房单元，平均密度为每平方英里854.8（330.0 / km 2）。城市的种族构成是71.6％白人，23.3％的非裔美国人，0.2％印第安人，0.9％亚裔，0.9％来自其他种族，两个或多个种族人口占比3.1％。 任何种族的西班牙裔或拉美人占总人口的2.2％。
全市有32,344户家庭，其中24.2％的有18岁以下的孩子与之同住，37.4％的是夫妻在一起生活，16.9％的没有丈夫的女性家庭，以及41.3％的非家庭。有单独居住的某人的35.2％所有家庭由个体做成，并且13.2％谁65岁或更旧。平均家庭大小是2.23，并且平均家庭大小是2.86。
在城市中，人口分布较为分散，其中18岁以下的人口占22.1％，18岁至24岁的人口占10.8％，25岁至44岁的人口占23.4％，45岁至64岁的人口占26.8％，65岁的人口占16.9％。年龄以上。中位年龄是39.1岁。每100名女性中，就有88.0名男性。每100名18岁及以上的女性中，男性为85.3。
截至2017年，该市的家庭平均收入为41,977美元，一户的平均收入为55,086美元。男性的平均收入为35418美元，女性为34389美元。大约22％的人口处于贫困线以下，其中35％的年龄在18岁以下，而10％的年龄在65岁以上。
迪凯特被美国人口普查局列为“第15座人口下降最快的大城市”中的第3位，该城市在2010年至2019年期间损失了7.1％的人口（-5,376）。《芝加哥论坛报》说：“在1980年，迪凯特的人口高达94,000。现在是71,000。
| 历史人口       | 历史人口 | 历史人口 |
| 人口普查年份   | 人口     | ％±      |
| -------------- | -------- | -------- |
| 1860年         | 3,839    | -        |
| 1870年         | 7,161    | 86.5％   |
| 1880年         | 9,547    | 33.3％   |
| 1890年         | 16,841   | 76.4％   |
| 1900年         | 20,754   | 23.2％   |
| 1910年         | 31,140   | 50.0％   |
| 1920年         | 43,818   | 40.7％   |
| 1930年         | 57510    | 31.2％   |
| 1940年         | 59,305   | 3.1％    |
| 1950年         | 66,269   | 11.7％   |
| 1960年         | 78,004   | 17.7％   |
| 1970年         | 79,285   | 1.6％    |
| 1980年         | 94,081   | 18.7％   |
| 1990年         | 83,885   | -10.8％  |
| 2000年         | 81,860   | −2.4％   |
| 2010年         | 76,122   | −7.0％   |
| 2019年（估计） | 70,746   | −7.1％   |

## 教育

### 学院
- Millikin大学（入学人数为2,400）是一所四年制高等教育机构，拥有75英亩（300,000 m 2）的校园，由James Millikin创立，最初隶属于美国长老会。
- 里奇兰社区学院（注册学生人数为3,500）是一所综合性社区学院。它还举办一年两次的农场进展展。
- 沃尔瑟神学院是路德会的悔神学院，隶属于朝圣路德教会。

### 公立学校
迪凯特公立学区＃61提供迪凯特地区的K-12公共教育。截至2013-14年度，高中田径运动曾参加过大十二届会议。
- 艾森豪威尔中学（吉祥物：黑豹）
- 麦克阿瑟中学（吉祥物：普通）

### 私立学校
- 迪凯特基督教学校（吉祥物：战士）
- 神圣家庭天主教学校（吉祥物：骑士）
- 路德教会的迪凯特学校协会（吉祥物：狮子）
- 卢尔德圣母学校（吉祥物：蓝瑟）
- 圣帕特里克学校（吉祥物：鹰）
- 圣特雷莎高中 （吉祥物：斗牛犬）

## 基础设施

### 公园
梅肯县的地方公园资源包括迪凯特湖，林肯步道霍姆斯特德州立纪念馆，岩泉保护区，丹尼尔堡保护区，沙溪娱乐区，格里斯沃尔德保护区，Friends Creek地区公园和斯皮特伍德森林州自然保护区。迪凯特公园区资源包括2,000英亩（810公顷）的公园土地，一个室内运动中心， 迪凯特机场，三个高尔夫球场，垒球，足球和网球场，运动场，社区水上运动中心，获得AZA认可的动物园以及宴会，食品和饮料业务。迪凯特曾经被称为“美国公园城市”，因为它的人均公园数量比该国任何其他城市都要多，以及“美国游乐城”，是因为迪凯特在为其提供休闲空间方面处于早期国家领先地位。

### 交通运输

#### 空运
迪凯特机场每天都有塞斯纳402型飞机往返兰伯特-圣的往返商业航班。圣路易斯国际机场和芝加哥奥黑尔国际机场由天西航空公司提供航线。

#### 铁路
一百多年来，迪凯特（Decatur）一直是主要的铁路枢纽，曾经有7条铁路为它服务。经过合并和合并后，现在有两条I类铁路：诺福克南部铁路和加拿大国家铁路。迪凯特枢纽铁路，迪凯特中央铁路以及迪凯特和伊利诺伊州东部铁路的短途线路也为这座城市提供服务。

#### 公路
72号州际高速
美国51号国道
美国36号国道
伊利诺伊48号州道
伊利诺伊105号州道
伊利诺伊121号州道

#### 公共交通
迪凯特公共交通系统（DPTS）为整个迪凯特市无法使用公交系统的残疾人提供固定路线的公交服务以及免费的门对门辅助公交服务。根据与福赛斯村的协议，还可以向福赛斯的山核桃点购物中心地区提供服务。
台车换乘站位于原始位置，位于主要街道和主要街道的交汇处；摘自1906年寄出的明信片

### 州政府设施
迪凯特惩教中心是一座女子监狱，它在城市市区范围内。

## 经济

### 行业
迪凯特为卡特彼勒（Caterpillar）， 阿彻·丹尼尔斯·米德兰（Archer Daniels Midland, ADM）， 穆勒（Mueller Co.）和泰特·莱尔（Tate＆Lyle）（以前是AE Staley）提供生产设施。
日本普利司通公司拥有凡士通轮胎橡胶公司，该公司在这里经营着一家大型轮胎厂。凡世通的迪凯特工厂于2001年12月因一场轮胎故障而关闭，所有1500名员工都被解雇了。凡世通认为，消费者对凡世通轮胎的需求下降以及迪凯特工厂的老化是关闭该工厂的原因。
卡特彼勒公司（Caterpillar Inc.）在美国迪凯特（Decatur）拥有其最大的制造工厂之一。该工厂生产卡特彼勒的非公路用卡车，轮式铲运机刮板机，压实机，大型轮式装载机，采矿级平地机及其超大型采矿卡车（包括Caterpillar 797）。阿彻丹尼尔斯·米德兰（Archer Daniels Midland）加工玉米和大豆，穆勒（Mueller）生产水分配产品，泰特＆莱尔（Tate＆Lyle）在迪凯特加工玉米。从1917年到1922年，迪凯特（Decatur）是Comet汽车公司和泛美汽车公司的所在地。
迪凯特（Decatur）被《商业设施：位置顾问》评为新兴物流配送中心，在美国排名第三，并被《全球贸易》杂志评选为全球25个最佳贸易城市。 2013年，迪凯特和梅肯县经济发展公司建立了中西部内陆港口是一个多式联运枢纽，在500英里半径内的市场接近9500万客户。该港口包括阿彻·丹尼尔斯·米德兰（Archer Daniels Midland） 多式联运集装箱坡道，为该坡道和城市提供服务的两条I类铁路（加拿大国家铁路公司和诺福克南部铁路公司），五条主要公路和迪凯特机场。中西部内陆港口也有一个贸易区和海关清关，并且该区域既是企业区又是增税融资区。
在2019年8月，Mueller公司宣布了计划在北贾斯珀街2700街区30英亩的迪凯特建造一座“最先进的”黄铜铸造厂。该设施预计可容纳250名员工。

### 最大雇主
根据迪凯特和梅肯县的EDC ，迪凯特的最大雇主如下：
| 排名 | 雇主名称                                            | 员工人数 |
| ---- | --------------------------------------------------- | -------- |
| 1    | 阿彻·丹尼尔斯·米德兰（Archer Daniels Midland, ADM） | 4,000    |
| 2    | 卡特彼勒公司（Caterpillar）                         | 3,100    |
| 3    | 迪凯特纪念医院                                      | 2,300    |
| 4    | 迪凯特公立学校                                      | 1,800    |
| 5    | 圣玛丽医院                                          | 1,000    |
| 6    | Milikin大学                                         | 615      |
| 7    | 凯利集团                                            | 600      |
| 8    | 穆勒公司（Mueller Co.）                             | 600      |
| 9    | Akorn公司                                           | 600      |
| 10   | Tate＆Lyle                                          | 600      |